# Engertsham (przystanek kolejowy)
Engertsham (niem. Bahnhof Engertsham) – przystanek kolejowy w Fürstenzell, w dzielnicy Engertsham, w kraju związkowym Bawaria, w Niemczech. Znajduje się na Passau – Neumarkt-Sankt Veit. Według DB Station&Service ma kategorię 6.

## Historia
Obiekt został wybudowany w 1887 r. na linii kolejowej w Passau-Neumarkt-Sankt Veit (zwanej również Rottalbahn) i rozpoczął funkcjonowanie z otwarciem odcinka między Pocking i Passawą w dniu 6 października 1888 r.

## Linie kolejowe
- Passau – Neumarkt-Sankt Veit

## Połączenia
| Rodzaj pociągu | Trasa                                                                       | Takt     |
| -------------- | --------------------------------------------------------------------------- | -------- |
| RB             | Mühldorf – Neumarkt-St. Veit – Pfarrkirchen – Pocking – Engertsham – Passau | Godzinny |